# Laurence Olivier Award alla migliore nuova opera teatrale
Il Premio Laurence Olivier alla migliore nuova opera teatrale (Laurence Olivier Award for Best New Play) è un riconoscimento teatrale assegnato annualmente dal 1976 alla migliore nuova pièce (drammatica o comica) in scena a Londra. 
Il premio era noto originariamente come Society of West End Theatre Award all'opera teatrale dell'anno, ma il premio fu rinominato in onore di Laurence Olivier nel 1984 e la dicitura della categoria fu cambiata con l'attuale nel 2001.

## Vincitori e candidati

### Anni 1970
- 1976
  - Dear Daddy di Denis Cannan
  - For King and Country di John Wilson
  - Funny Peculiar di Mike Stott
  - Old World di Aleksei Arbuzov e Ariadne Nicolaeff
- 1977
  - La città che ha per principe un ragazzo di Henry de Montherlant; traduzione e adattamento di Vivian Cox e Bernard Miles
  - Cause Célèbre di Terence Rattigan
  - Dusa, Fish, Stas and Vi di Pam Gems
  - State of Revolution di Robert Bolt
- 1978
  - Di chi è la mia vita? di Brian Clark
  - Half-Life di Julian Mitchell
  - Lark Rise di Flora Thompson e Keith Dewhurst
  - Plenty di David Hare
- 1979
  - Tradimenti di Harold Pinter
  - Night and Day di Tom Stoppard
  - The Crucifer of Blood di Arthur Conan Doyle e Paul Giovanni
  - Undiscovered Country di Arthur Schnitzler e Tom Stoppard (adattamento)

### Anni 1980
- 1980
  - The Life and Adventures of Nicholas Nickleby di David Edgar
  - A Lesson from Aloes di Athol Fugard
  - Duet for One di Tom Kempinski
  - Servo di scena di Ronald Harwood
- 1981
  - Figli di un dio minore di Mark Medoff
  - Passion Play di Peter Nichols
  - Translations di Brian Friel
  - Quartermaine's Terms di Simon Gray
- 1982
  - Another Country di Julian Mitchell
  - Insignificance di Terry Johnson
  - 84, Charing Cross Road di Helene Hanff e James Roose-Evans (adattamento)
  - Our Friends in the North di Peter Flannery
- 1983
  - Glengarry Glen Ross di David Mamet
  - Pack of Lies di Hugh Whitemore
  - The Slab Boys Trilogy di John Byrne
  - Tales from Hollywood di Christopher Hampton
- 1984
  - Benefattori di Michael Frayn
  - "Master Harold"...and the Boys di Athol Fugard
  - Poppie Nongena di Elsa Joubert, Sandra Kotze e Hilary Blecher
  - Rat in the Skull di Ron Hutchinson
- 1985
  - Red Noses di Peter Barnes
  - Doomsday di Tony Harrison
  - The Road to Mecca di Athol Fugard
  - Torch Song Trilogy di  Harvey Fierstein
- 1986
  - Les Liaisons Dangereuses di Christopher Hampton
  - L'orologio americano di Arthur Miller
  - The Normal Heart di Larry Kramer
  - Ourselves Alone di Anne Devlin
- 1987
  - Serious Money di Caryl Churchill
  - Lettice and Lovage di Peter Shaffer
  - A Lie of the Mind di Sam Shepard
  - Sarcophagus di  Vladimir Gubaryev
- 1988
  - Our Country's Good di Timberlake Wertenbaker
  - A Walk in the Woods Lee Blessing
  - Mrs. Klein di Nicholas Wright
  - The Secret Rapture di David Hare

### Anni 1990
- 1990
  - Racing Demon di David Hare
  - Ghetto di Joshua Sobol
  - Man of the Moment di Alan Ayckbourn
  - Shadowlands di William Nicholson
- 1991
  - Dancing at Lughnasa di Brian Friel
  - Singer di Peter Flannery
  - The Trackers of Oxyrhynchus di Tony Harrison
  - White Chameleon di Christopher Hampton

- 1992
  - La morte e la fanciulla di Ariel Dorfman
  - Angels in America di Tony Kushner
  - La pazzia di Giorgio III di Alan Bennett
  - Three Birds Alighting on a Field di Timberlake Wertenbaker
- 1993
  - Sei gradi di separazione di John Guare
  - Someone Who'll Watch Over Me di Frank McGuinness
  - The Gift of the Gorgon di Peter Shaffer
  - The Street of Crocodiles di Bruno Schulz
- 1994
  - Arcadia di Tom Stoppard
  - Oleanna di David Mamet
  - Angels in America: Perestroika di Tony Kushner
  - The Last Yankee di Arthur Miller
- 1995
  - Vetri rotti di Arthur Miller
  - Dealer's Choice di Patrick Marber
  - 900 Oneonta di David Beaird
  - Tre donne alte di Edward Albee
- 1996
  - Skylight di David Hare
  - Pentecost di David Edgar
  - The Steward of Christendom di Sebastian Barry
  - Taking Sides di Ronald Harwood
- 1997
  - Stanley di Pam Gems
  - The Beauty Queen of Leenane di Martin McDonagh
  - Blinded by the Sun di Stephen Poliakoff
  - The Herbal Bed di Peter Whelan
- 1998
  - Closer di Patrick Marber
  - Amy's View di David Hare
  - Hurlyburly di David Rabe
  - The Invention of Love di Tom Stoppard
  - Tom & Clem di Stephen Churchett
- 1999
  - La chiusa di Conor McPherson
  - The Blue Room diDavid Hare
  - Copenhagen di Michael Frayn
  - L'uomo del destino di Yasmina Reza

### Anni 2000
- 2000
  - Goodnight Children Everywhere di Richard Nelson
  - Perfect Days di Liz Lochhead
  - Rose di Martin Sherman
  - The Lady in the Van di Alan Bennett
  - Tre giorni di pioggia di Richard Greenberg
- 2001
  - Blue/Orange di Joe Penhall
  - Dolly West's Kitchen di Frank McGuinness
  - Life x 3 di Yasmina Reza
  - My Zinc Bed di David Hare
- 2002
  - Jitney di August Wilson
  - Boy Gets Girl di Rebecca Gilman
  - Gagarin Way di Gregory Burke
  - Humble Boy di Charlotte Jones
  - Mouth to Mouth di Kevin Elyot
- 2003
  - Vincent in Brixton di Nicholas Wright
  - Jesus Hopped the 'A' Train di Stephen Adly Guirgis
  - The Coast of Utopia di Tom Stoppard
  - The York Realist di Peter Gill
- 2004
  - The Pillowman di Martin McDonagh
  - Democracy di Michael Frayn
  - Elmina's Kitchen di Kwame Kwei-Armah
  - Hitchcock Blonde di Terry Johnson
- 2005
  - Gli studenti di storia di Alan Bennett
  - By the Bog of Cats di Marina Carr
  - Festen di David Eldridge
  - La capra o chi è Sylvia? di Edward Albee
- 2006
  - On the Shore of the Wide World di Simon Stephens
  - Coram Boy di Helen Edmundson
  - Harvest di Richard Bean
  - Paul di  Howard Brenton
- 2007
  - Blackbird di David Harrower
  - Frost/Nixon di Peter Morgan
  - Rock 'n' Roll di Tom Stoppard
  - The Seafarer di Conor McPherson
- 2008
  - A Disappearing Number di Simon McBurney
  - The Reporter di Nicholas Wright
  - Vernon God Little di Tanya Ronder
  - War Horse di Nick Stafford
- 2009
  - Black Watch di Gregory Burke
  - August: Osage County di Tracy Letts
  - The Pitmen Painters di Lee Hall
  - That Face di Polly Stenham

### Anni 2010
- 2010
  - The Mountaintop di Katori Hall
  - ENRON di Lucy Prebble
  - Jerusalem di Jez Butterworth
  - Red di John Logan
- 2011
  - Clybourne Park di Bruce Norris
  - End of the Rainbow di Peter Quilter
  - The Little Dog Laughed di Douglas Carter Beane
  - Sucker Punch di Roy Williams
  - Tribes di Nina Raine
- 2012[2]
  - Collaborators di John Hodge
  - Jumpy di April De Angelis
  - One Man, Two Guvnors di Richard Bean
  - The Ladykillers di Graham Linehan
- 2013[3]
  - Lo strano caso del cane ucciso a mezzanotte  di Simon Stephens
  - Constellations di Nick Payne
  - The Audience di Peter Morgan
  - This House di  James Graham
- 2014[4]
  - Chimerica di Lucy Kirkwood
  - 1984 di Robert Icke e Duncan MacMillan
  - The Night Alive di Conor McPherson
  - Peter and Alice di John Logan
- 2015[5]
  - King Charles III di Mike Bartlett
  - Taken at Midnight di Mark Hayhurst
  - The Nether di Jennifer Haley
  - Wolf Hall / Bring up the Bodies di Hilary Mantel e Mike Poulton
- 2016[6]
  - Hangmen di Martin McDonagh
  - Farinelli and the King di Claire van Kampen
  - People, Places and Things di Duncan Macmillan
  - The Father di Florian Zeller
- 2017[7]
  - Harry Potter e la maledizione dell'erede di Jack Thorne
  - Elegy di Nick Payne
  - The Flick di Annie Baker
  - One Night in Miami… di Kemp Powers
- 2018[8]
  - The Ferryman di Jez Butterworth
  - Ink di James Graham
  - Network di Lee Hall
  - Oslo di J. T. Rogers
- 2019[9]
  - The Inheritance di Matthew Lopez
  - Lehman Trilogy di Stefano Massini
  - Misty di Arinzé Kene
  - Sweat di Lynn Nottage

### Anni 2020
- 2020[10][11]
  - Leopoldstadt di Tom Stoppard
  - A Very Expensive Poison di Lucy Prebble
  - The Doctor di Robert Icke
  - The Ocean at the End of the Lane di Joel Horwood
- 2022[12][13]
  - Vita di Pi di Lolita Chakrabarti
  - 2:22 A Ghost Story di Danny Robins
  - Best of Enemies di James Graham
  - Cruise di Jack Holden
- 2023[14][15]
  - Prima Facie di Suzie Miller
  - For Black Boys Who Have Considered Suicide When The Hue Gets Too Heavy di Ryan Calais Cameron
  - Patriots di Peter Morgan
  - To Kill A Mockingbird di Aaron Sorkin
- 2024[16][17]
  - Dear England di James Graham
  - The Hills of California di Jez Butterworth
  - The Motive and the Cue di Jack Thorne
  - Till the Stars Come Down di Beth Steel